# 미마스 (위성)
미마스(Mimas)는 토성의 위성으로, 이름은 그리스 신화에 나오는 가이아의 아들 미마스에서 따왔다. 다른 이름으로 토성 I로 부른다. 미마스는 자체 중력으로 구형 외관을 유지하고 있는 천체들 중 가장 크기가 작다.
미마스는 1789년 윌리엄 허셜이 발견하였다.

## 명칭
이름은 그리스 신화에 나오는 가이아의 아들 미마스에서 따온 것이다. 토성의 7개 위성 이름은 윌리엄 허셜의 아들 존 허셜이 1847년 쓴 책 희망봉에서 이루어진 천체관측 결과에 수록된 것이다. 존 허셜은 이들 7개 위성들의 이름을 신화 속 거신족 이름으로 붙였는데, 그 이유는 신화 내에서 거신족의 수장은 크로노스(새턴, Saturn)였기 때문이다.

## 물리적 특징
미마스의 밀도는 1.17로 여기서 미마스의 내부는 대부분 물의 얼음으로 채워져 있음을 알 수 있다. 위성에 작용하는 토성의 기조력으로 인하여 미마스는 정확한 구체는 아니며, 대략 긴 쪽의 지름이 짧은 쪽보다 10퍼센트 정도 더 크다. 긴 쪽 지름은 약 371 km다. 최근 카시니-하위헌스 호가 보내 온 미마스의 사진을 보면 회전 타원체의 특징을 잡아낼 수 있다.

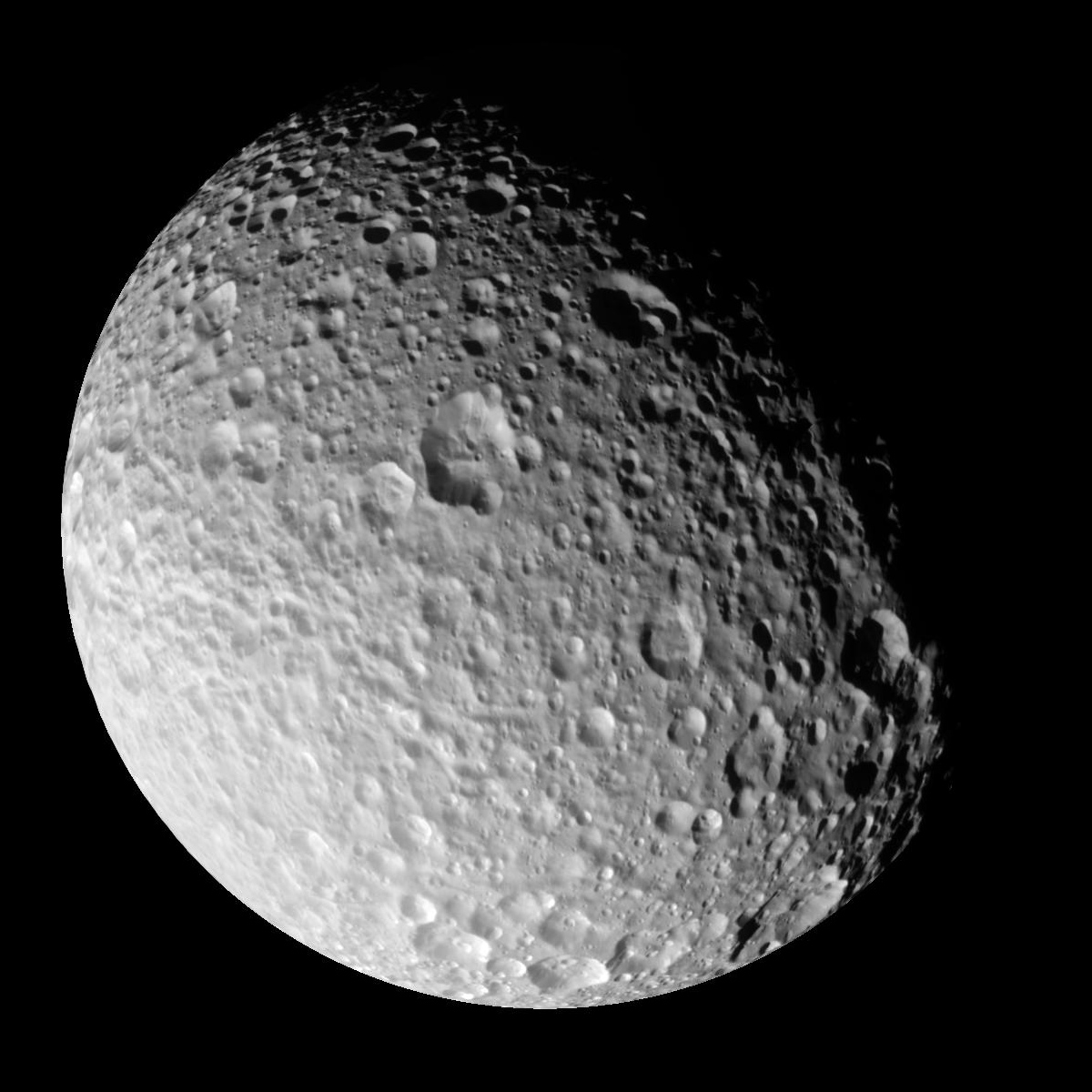
카시니 호가 찍은 미마스. 표면에는 지름 6킬로미터, 깊이 1킬로미터의 충돌구들이 보인다.

미마스 표면에서 가장 눈에 띄는 특징은 지름 130킬로미터에 이르는 허셜 충돌구이다.(이 충돌구에는 미마스를 발견한 윌리엄 허셜의 이름이 붙었다) 허셜 충돌구의 지름은 미마스 전체 지름의 3분의 1에 달한다. 충돌구의 깊이는 평균 5킬로미터 정도이며, 가장 깊은 곳은 10킬로미터에 이른다. 충돌구 중앙부는 높이 6킬로미터로 솟아 있다. 만약 지구에 같은 비율의 충돌구가 생긴다면, 그 크기는 지름 4천 킬로미터에 이르며, 이는 캐나다 전역을 덮어 버릴 정도로 거대할 것이다. 이 충돌구보다 약간 더 강한 충격이 가해졌다면 미마스는 산산조각 났을 것이다. 충돌구의 대척점 부근에는 당시의 충격파로 인한 파편들이 발견된다.
표면에는 작은 충돌구들이 많지만, 허셜 충돌구처럼 거대한 것은 없다. 미마스 전체 표면에 있는 충돌구는 숫자는 많으나 분포는 균일하지 않다. 주로 충돌구의 지름은 40킬로미터 이상이지만, 남극 부분은 20킬로미터 이상 가는 크레이터가 드물다. 위성의 모종의 내부 작용으로 거대한 충돌구들이 지워졌을 것으로 추측된다.
미마스 표면의 지질학적 특징은 크게 두 가지로 나눌 수 있다. 첫째는 충돌구들이며 둘째는 카스마타(갈라진 틈)이다.

## 미마스와 토성의 고리
미마스는 카시니 간극(A 고리와 B 고리 사이)에 있는 물질들을 청소하는 양치기 위성의 역할을 맡고 있다. 카시니 틈 안쪽 물질들은 미마스와 2대 1의 궤도 공명을 보이고 있다. 이는 미마스가 토성을 한 번 도는 동안 틈 안쪽 물질들은 두 번 돈다는 뜻이다. 미마스가 이들 물질을 지속적으로 같은 방향으로 잡아당기고 있기 때문에, 이들 물질은 틈의 바깥쪽으로 공전 궤도를 바꾸게 된다. 토성 고리의 다른 천체들도 미마스와 일정한 공명 비율을 보여주고 있다. B 고리와 C 고리 중간지대는 1대 3 비율로, F 고리의 양치기 위성 판도라와는 3대 2 비율을 보인다. 미마스 궤도 1만 5천 킬로미터 안쪽의 G 고리와 7대 6 공명비를 보이는 것이 최근 발견되었다.

## 탐사
파이어니어 11호가 1979년 9월 1일, 104,263 km거리에서 탐사하였다. 카시니-하위헌스 호는 먼 거리에서 미마스를 여러 번에 걸쳐 촬영했다. 가장 가까이 접근한 것은 2010년 2월 13일 9,500 km이다.

## 사진

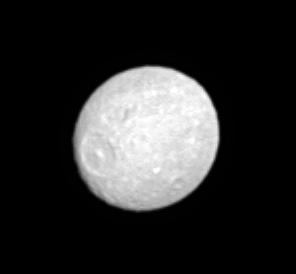
카시니 호가 촬영한 미마스. 회전 타원체임을 알 수 있다.
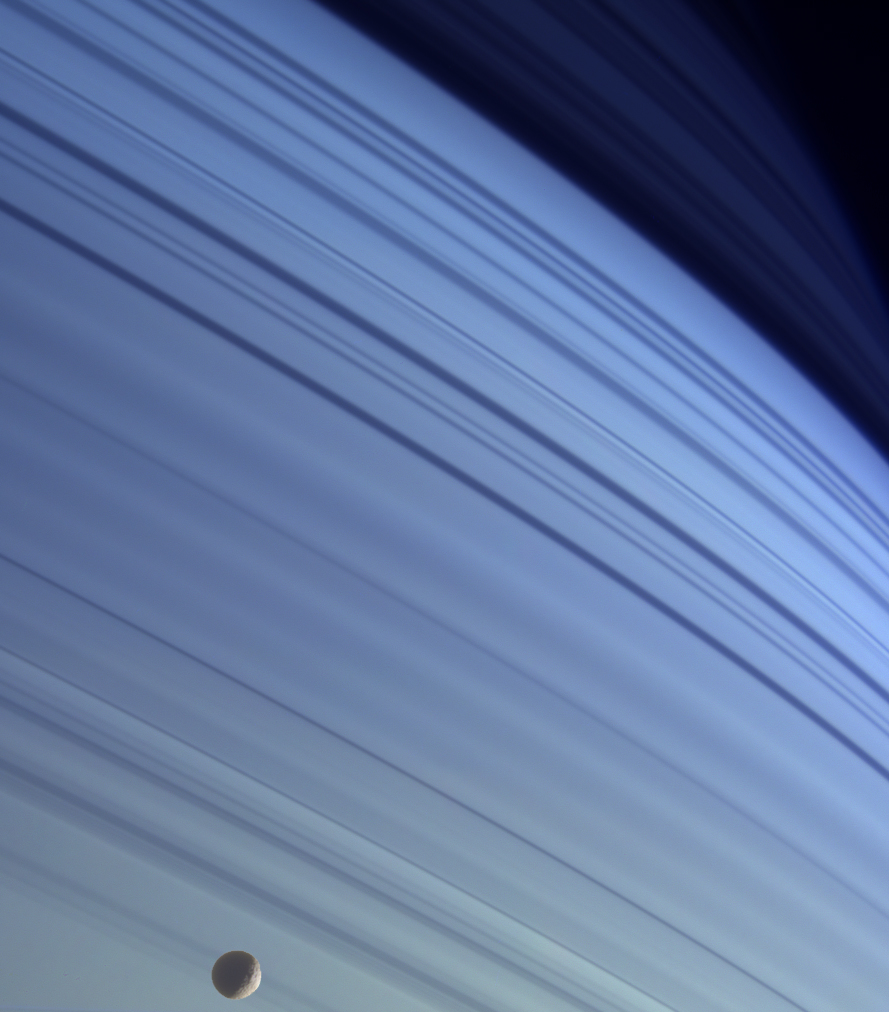
토성 북반부를 배경으로 찍힌 미마스
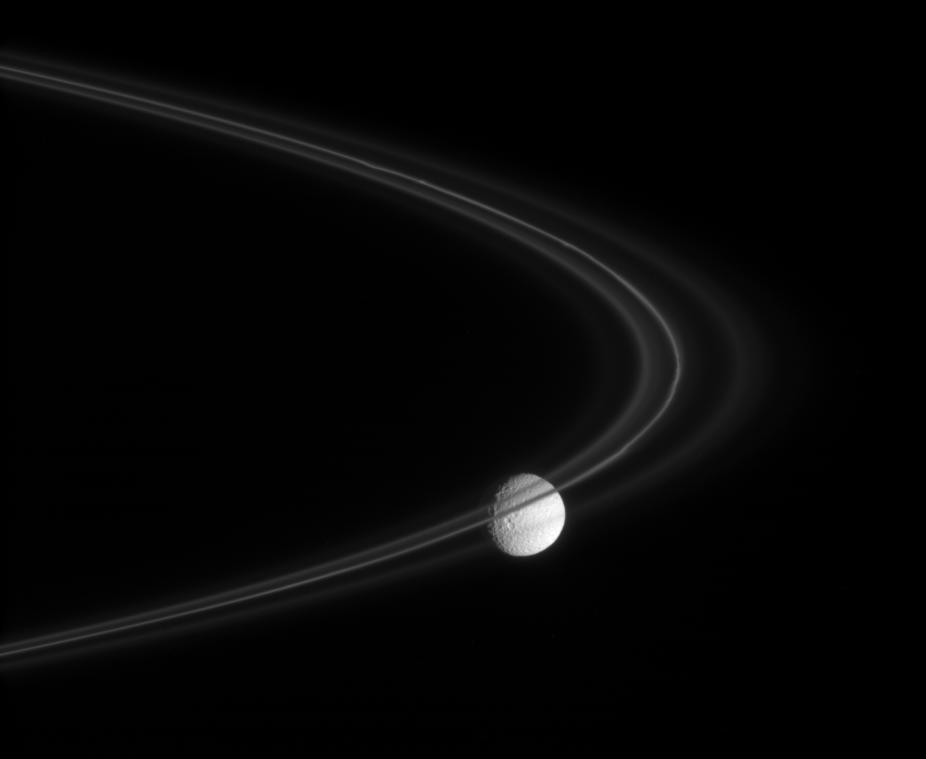
F링 뒤에 있는 미마스의 모습
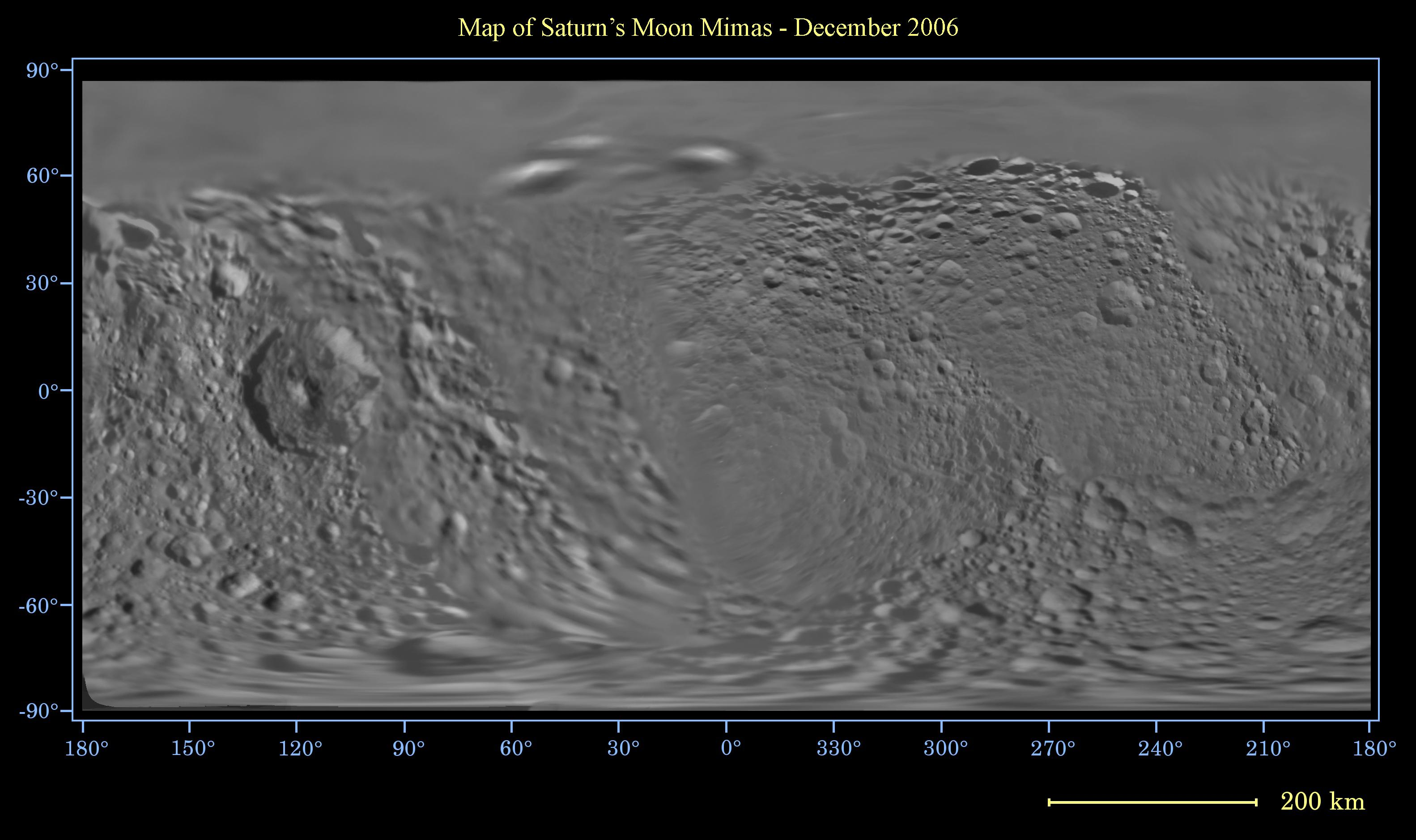
미마스 표면의 지도
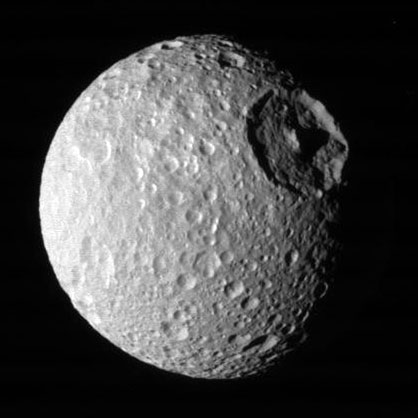
카시니 호가 2005년 8월 1일 촬영한 미마스. 촬영당시 미마스와의 거리는 약 18만 9410 킬로미터였다.

## 같이 보기
- 위성 목록
- 바다 행성